# 義大利直麵

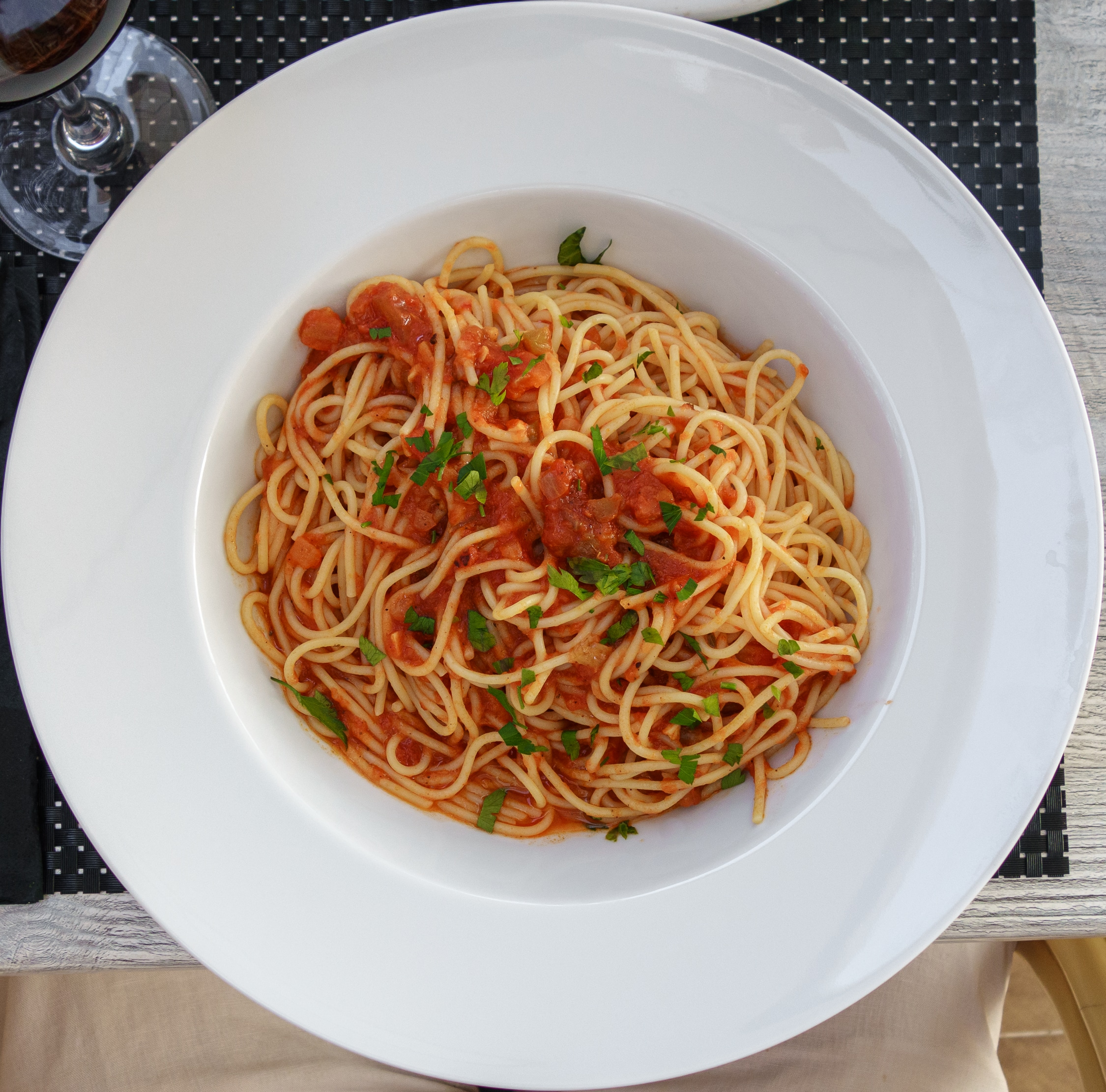
意大利粉

直面（義大利語：spaghetti，義大利語發音：[spaˈɡetti]），是一种源自意大利的长、直而细的面条，呈圆柱形。由于直面是意大利面之中最为常见的种类，中文中常将直面直接称为“意大利面”，或简称“意面”。在意大利语中，较粗的直面种类称为 ，较细的称为 ，甚至更细的也叫髮麵。与其他意大利面一样，意大利直面由磨碎的小麦和水制成，有时还富含维生素和矿物质。意大利面条通常由硬粗粒小麦粉制成。通常意大利面是白色的，因为使用精制面粉，但也可以添加全麦面粉。
直面是一种主要的主食，可用于制作许多的意大利面食，常见的料理方法包括佐以肉类，蔬菜或以西红柿为主要原料的酱料使用。传统的意大利直面非常长。如今的较短长度的意大利面则是在20世纪下半叶开始流行的，通常长度约为25－30厘米。

## 名称
意大利语中，一词是的指小词的复数形式。其中  意思是细线。

## 历史
在中國较为常见的说法是意大利面由马可·波罗于13世纪从中国引入意大利的，但这一说法并无事实根据。一些历史学家以穆罕默德·阿尔·伊德里西的若格瑞纳地图为据，认为西方早在12世纪就已提及关于这种细长的意大利面。其中记载，西西里王国有食用这种面条的风俗，而意大利面可能是在阿拉伯人征服西西里岛的时候传入西西里岛的。
而如今这种形态的意大利直面则是在19世纪开始的。随着意大利面工厂的设立，意大利面得以大规模生产，使得意大利面在意大利开始广泛食用。同样是在19世纪末期，意大利直面随着意大利裔（尤其是那不勒斯人）移民美国而传入当地，并逐渐成为当地的主食。如今的意大利直面菜色主要是来自意大利和美国。

## 原料
意大利直面通常是用称作粗麦粉的面粉加水制作而成的。粗麦粉是使用又名“杜兰”的硬质小麦研磨而成的，这也是意大利面之所以耐煮的原因，另外也有使用全麦或杂粮的。尽管意大利面通常用水和面，但也有添加鸡蛋的，尤其是蛋黄。

## 生产或制作工序

### 新鲜意大利面
最简单的方法只用擀麵棍和刀就可以制作意大利直麵，家用面条机让面皮轧制更简单，也使面条切割得更均匀。当然，切出来的面条，横截面是方的而非圆的，严格说来是一种扁宽麵（fettuccine）。某些面条机有一个带圆孔的意大利直麵附件，可以挤出圆面条，或者带有成形滚筒可以压出圆棍形的面条。
意大利直面也可以只靠手来拉製，用手把面团在麵案上滚成一长条，捏住长条两端拉得更长，合并两端变成环形，再把环形拉成两根更长的细条，再合并两端。如此反复，直到面条足够细；切掉两端的面团，剩下无数可以挂起来晾干的细面条。
新鲜的意大利直麵通常在制成后几个小时内就要煮熟；厂家也会生产包装市售的新鲜面条。

### 乾意大利面
大部分乾意大利面条都是在工厂裡用螺旋挤压机生产的，虽然过程本质上很简单，但需要注意细节，以确保原料的混合和揉捏产生均匀的混合物，没有气泡。成型模具必须用水冷却，以防止意大利面过热而变质；新成型的意大利面条的干燥必须小心控制，以防止面条粘在一起，并保持足够的水分，使其不会太脆。用于保护和展示的包装已从纸包装发展到塑料袋和盒子。

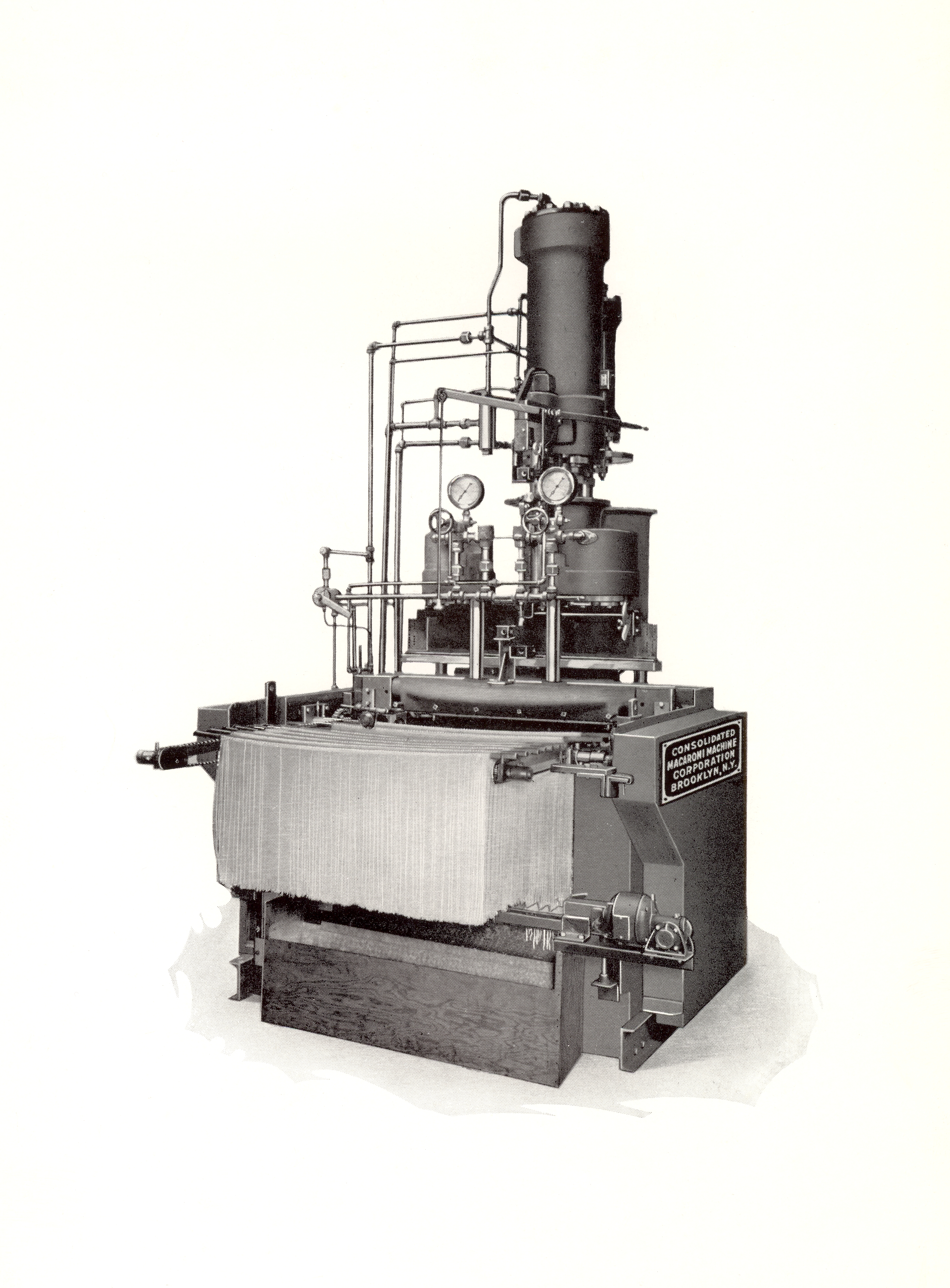
由當時位於纽约布鲁克林的联合通心粉机械公司所生产，带有自动摊铺机的液压机，是第一台将切好的长条状糊状食品摊铺到干燥棒上的机器。
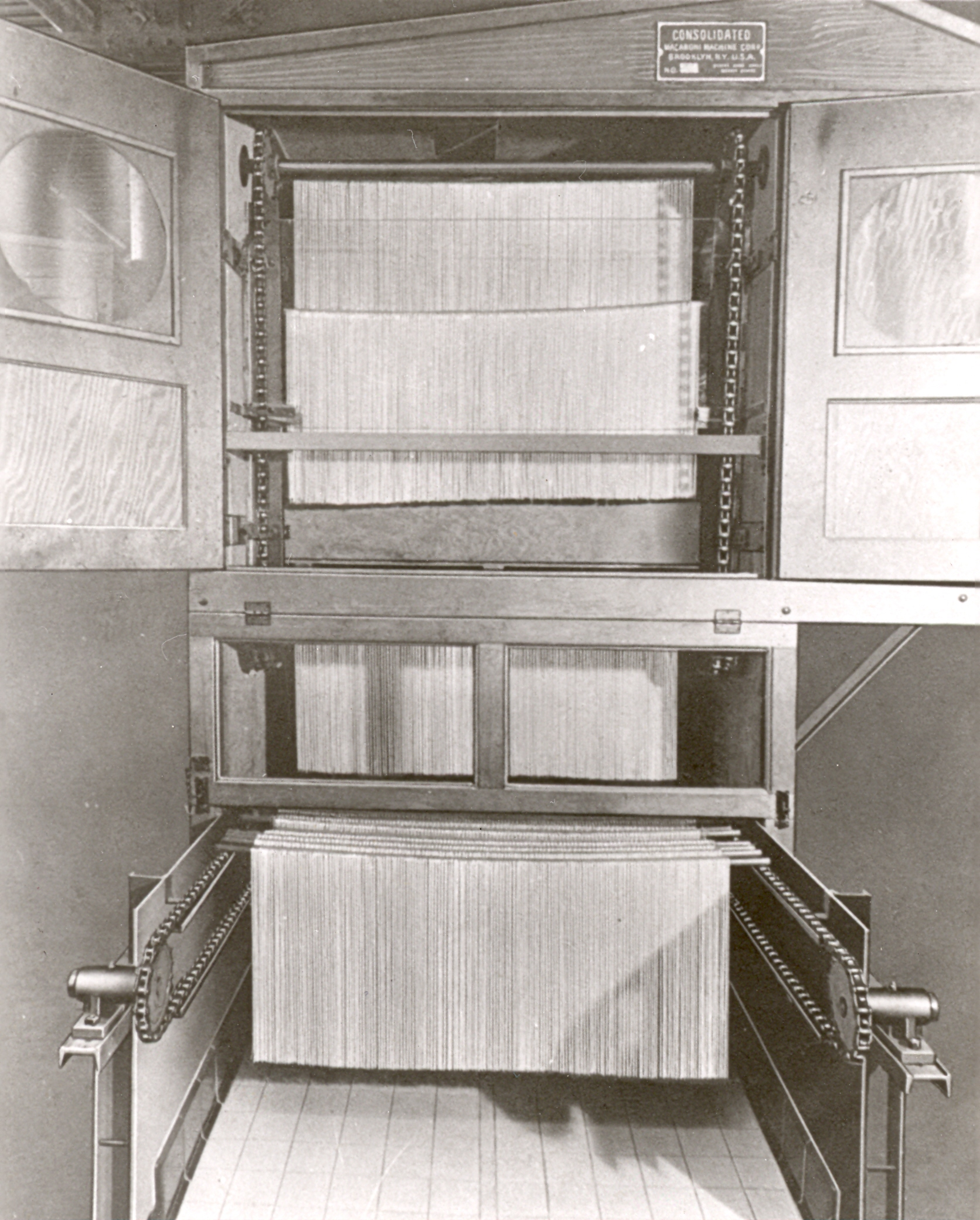
联合通心粉机械公司生产的用于意大利面条或其他长面食产品的工业烘干机
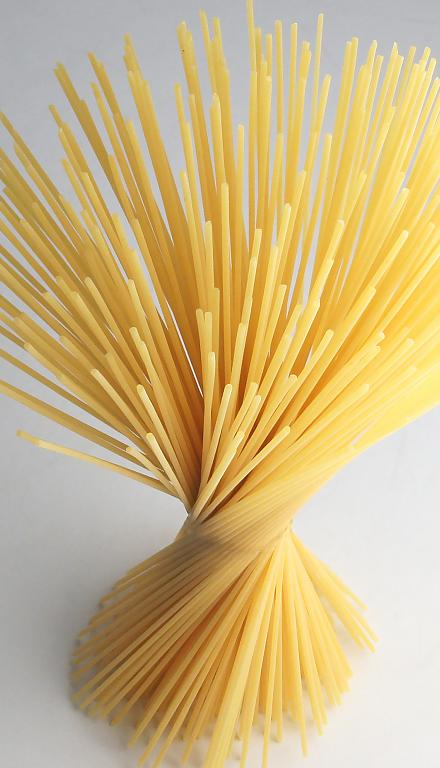
乾意大利面
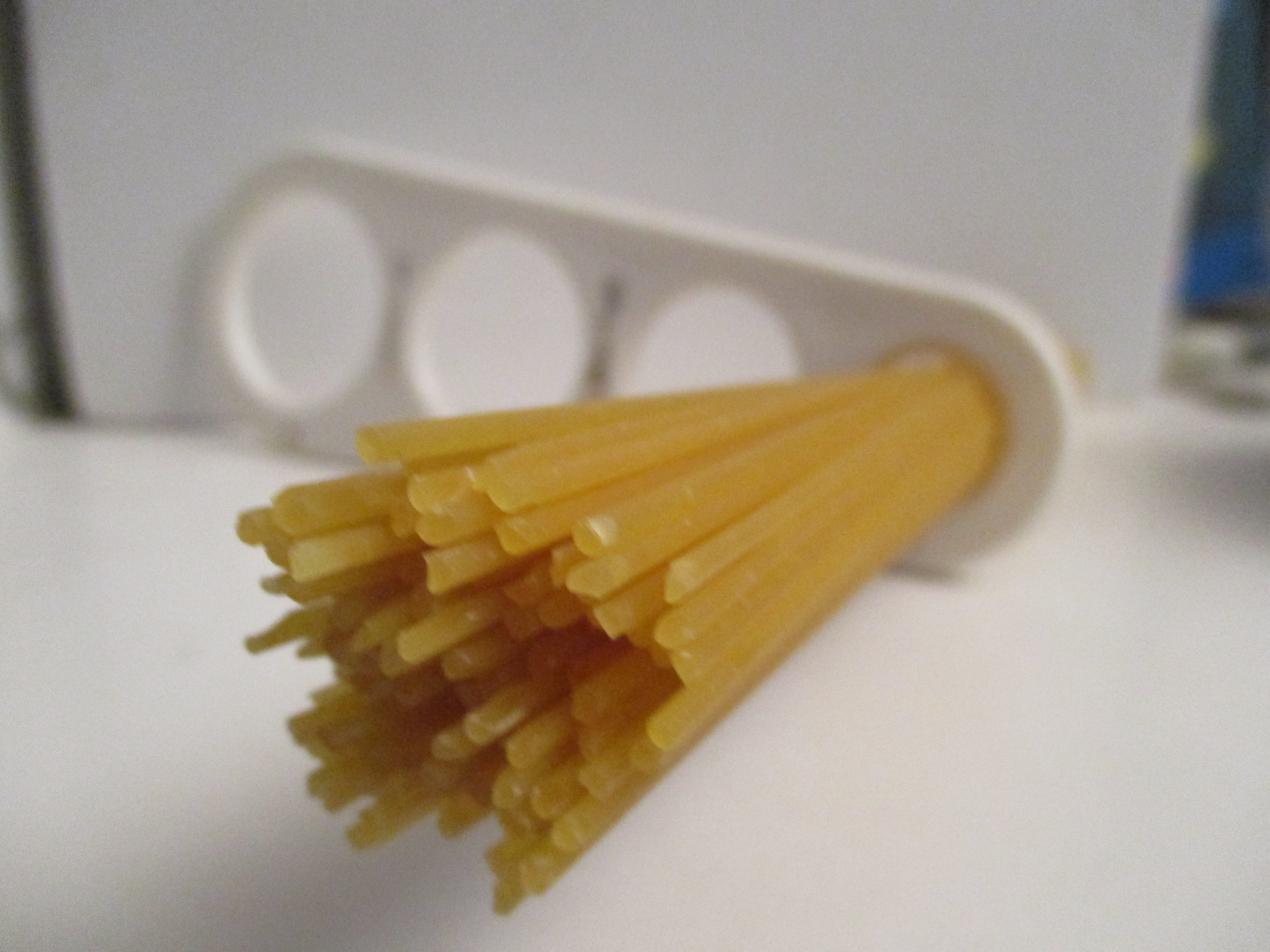
用“意大利面量具”测量乾意大利面。一份乾意大利面重116克（4+1⁄8盎司），是包装上一份的两倍（12毫米圆形或60克）。根据圆形直径，量具可以分成4份。

## 煮制
意大利麵煮法簡單，首先把水燒開，然後將麵條放入熱開水內續煮。常見於超市的spaghetti麵條細長，所以需以深鍋烹調，亦有人為求方便，將麵條折斷煮食。為了增添風味或防止麵條沾黏，在煮麵過程中可加入鹽巴與少許橄欖油。義大利麵根據種類與廠牌不同，包裝上的建議烹調時間從8-13分鐘不等。煮好的義大利麵一般是倒進麵篩或使用撈麵杓濾掉水分，有人會以冷水冷卻麵條備用，要煮的時候再重新加熱。

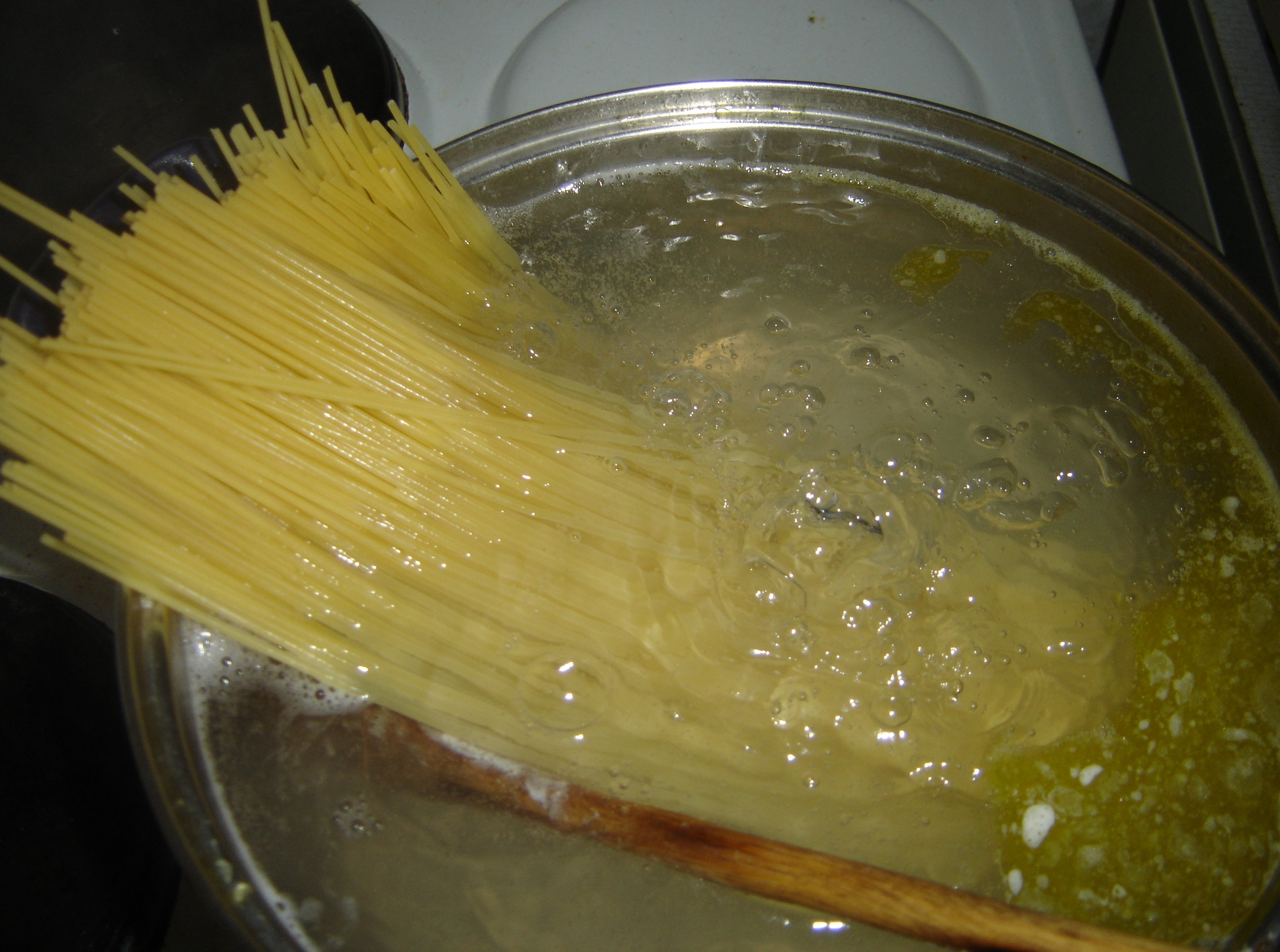
将意大利面条放入沸水中煮
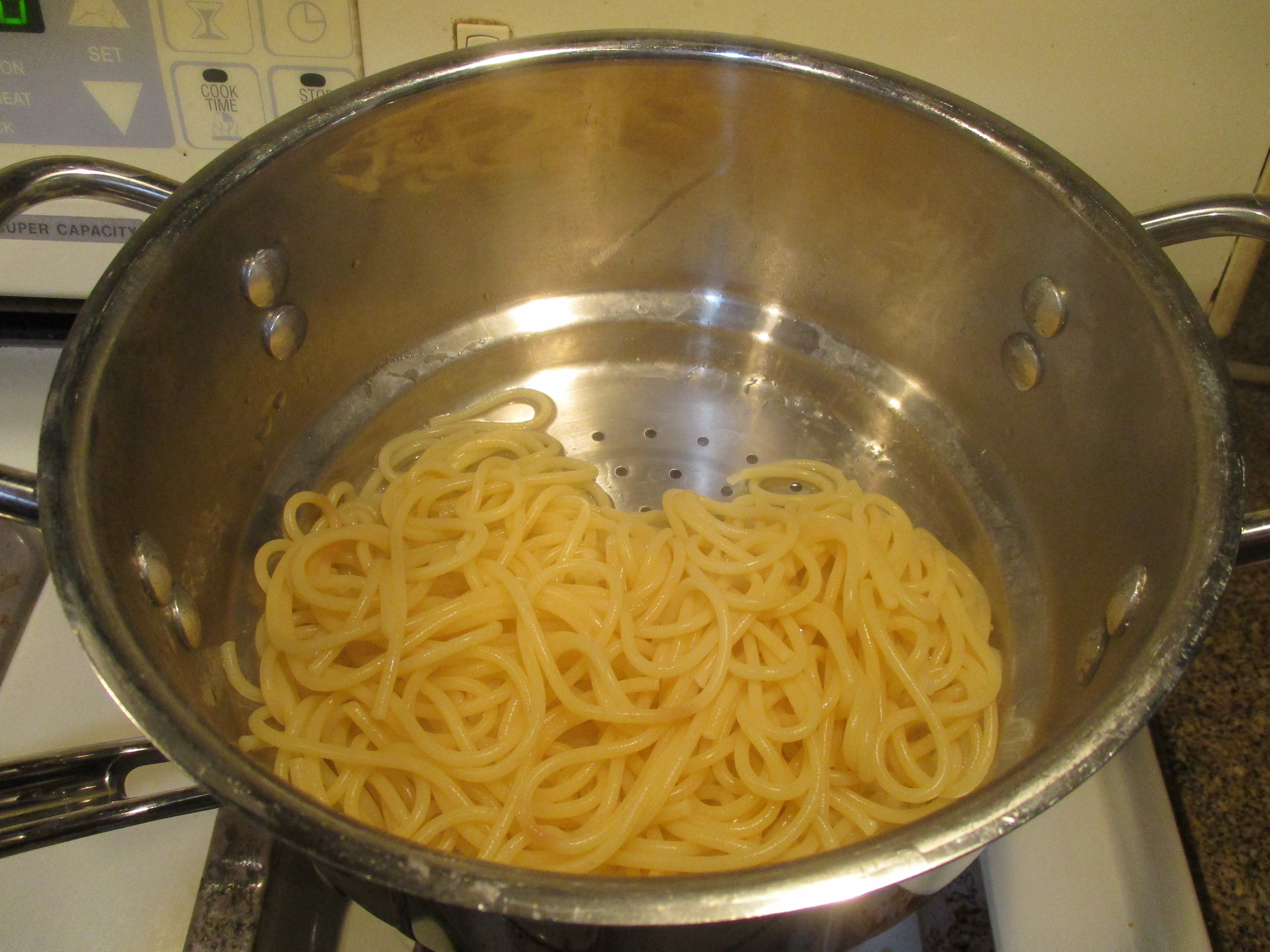
将煮意大利面的水沥干
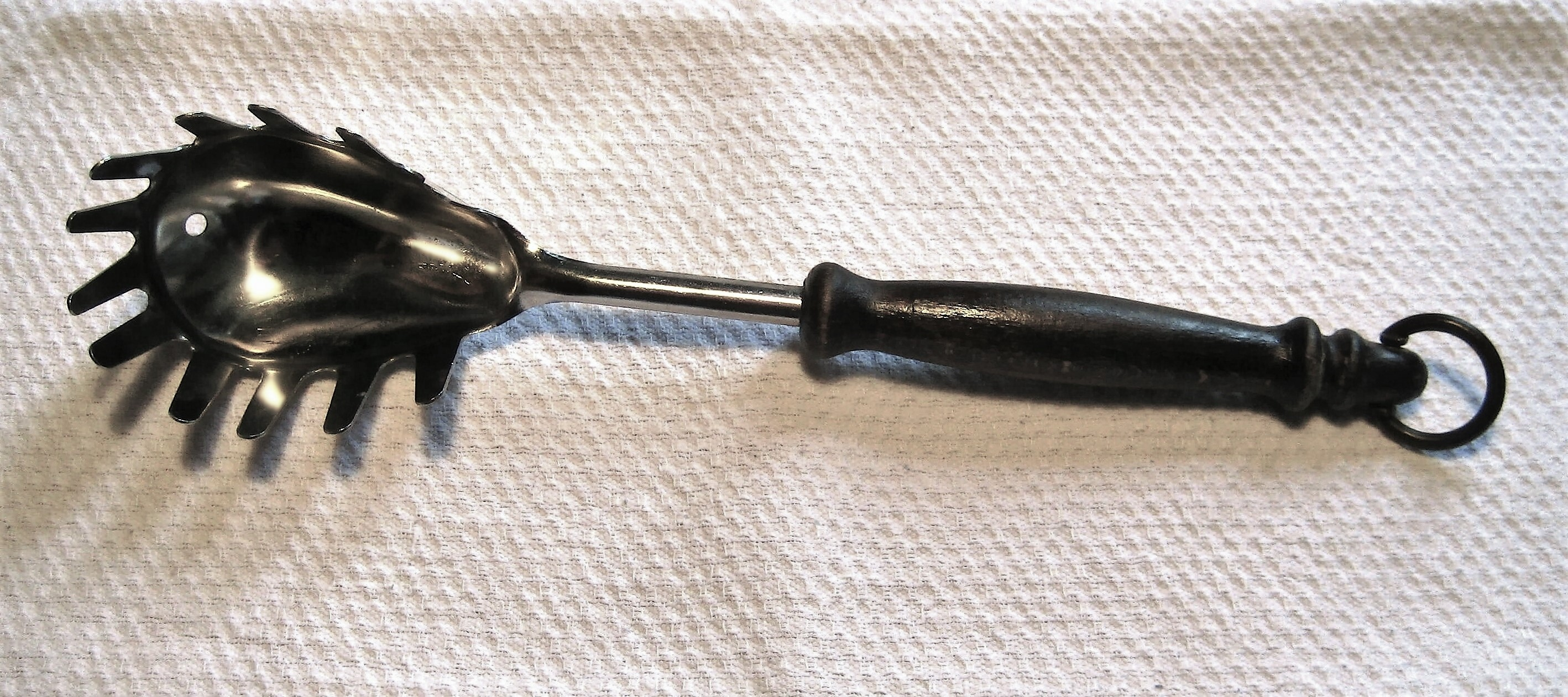
意大利面勺
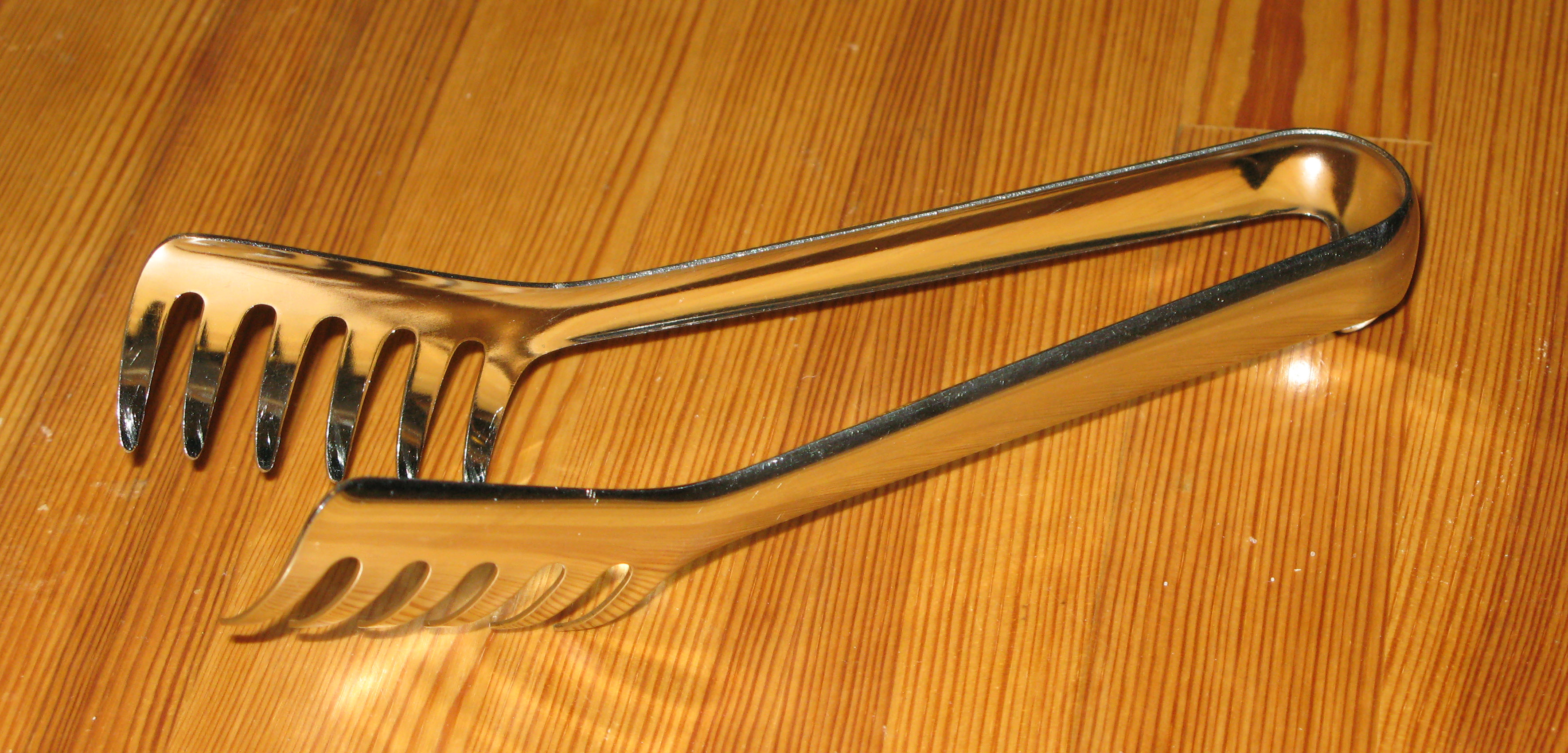
意大利面条夹

## 料理

### 意大利面菜肴
意大利面条是意大利美食的象征，经常搭配番茄酱食用，番茄酱中可能含有各种香草（尤其是牛至和罗勒）、橄榄油、肉类或蔬菜。意大利面条的其他做法包括马特里恰纳酱或培根蛋酱意大利面。意大利面条上经常撒上磨碎的硬奶酪，例如：罗马羊奶酪、帕尔马森奶酪和格拉纳帕达诺奶酪。
以下是一些最重要的意大利面食：
- 烟花女意面 alla puttanesca（字面意思是“妓女式意大利面条”）——一种酸味、略带咸味的意大利面食，发明于 20 世纪中叶。其配料是典型的意大利南部美食：西红柿、橄榄油、橄榄、刺山柑和大蒜。[8]
- 意大利面配蛤蜊 alle vongole（字面意思是“蛤蜊意大利面”）——在意大利各地非常受欢迎，尤其是中部地区，包括罗马和更南部的坎帕尼亚（在那里它是传统那不勒斯美食的一部分）。
- 蒜油意粉 aglio e olio（字面意思是“大蒜和油意大利面”）——一种来自那不勒斯的传统意大利面食.[9]
- 那不勒斯风味肉酱意大利面 alla Nerano——来自那不勒斯附近的 Nerano 村。配以炸西葫芦和当地变种的波罗伏洛奶酪。[10][11]

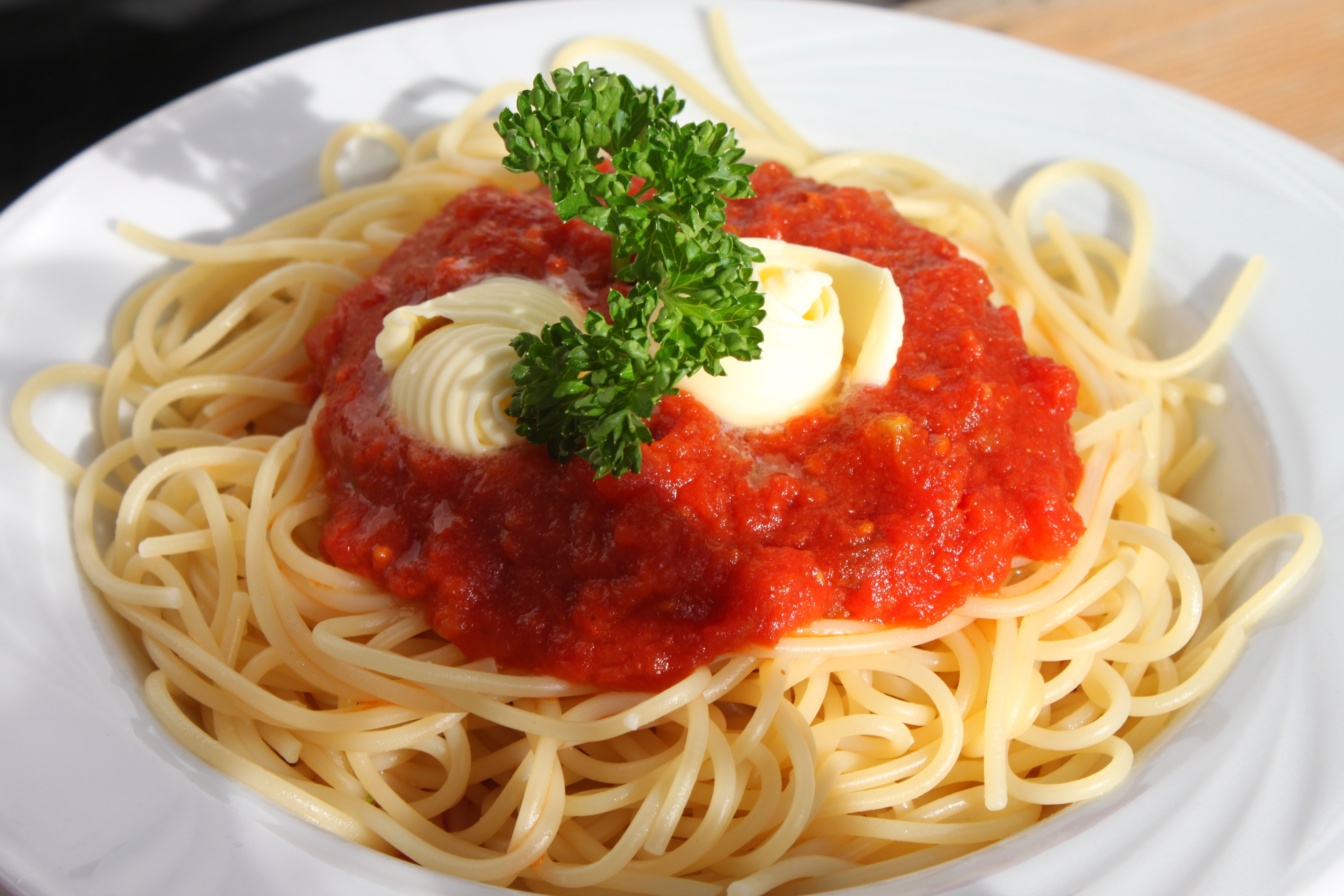
番茄肉醬黃油意粉
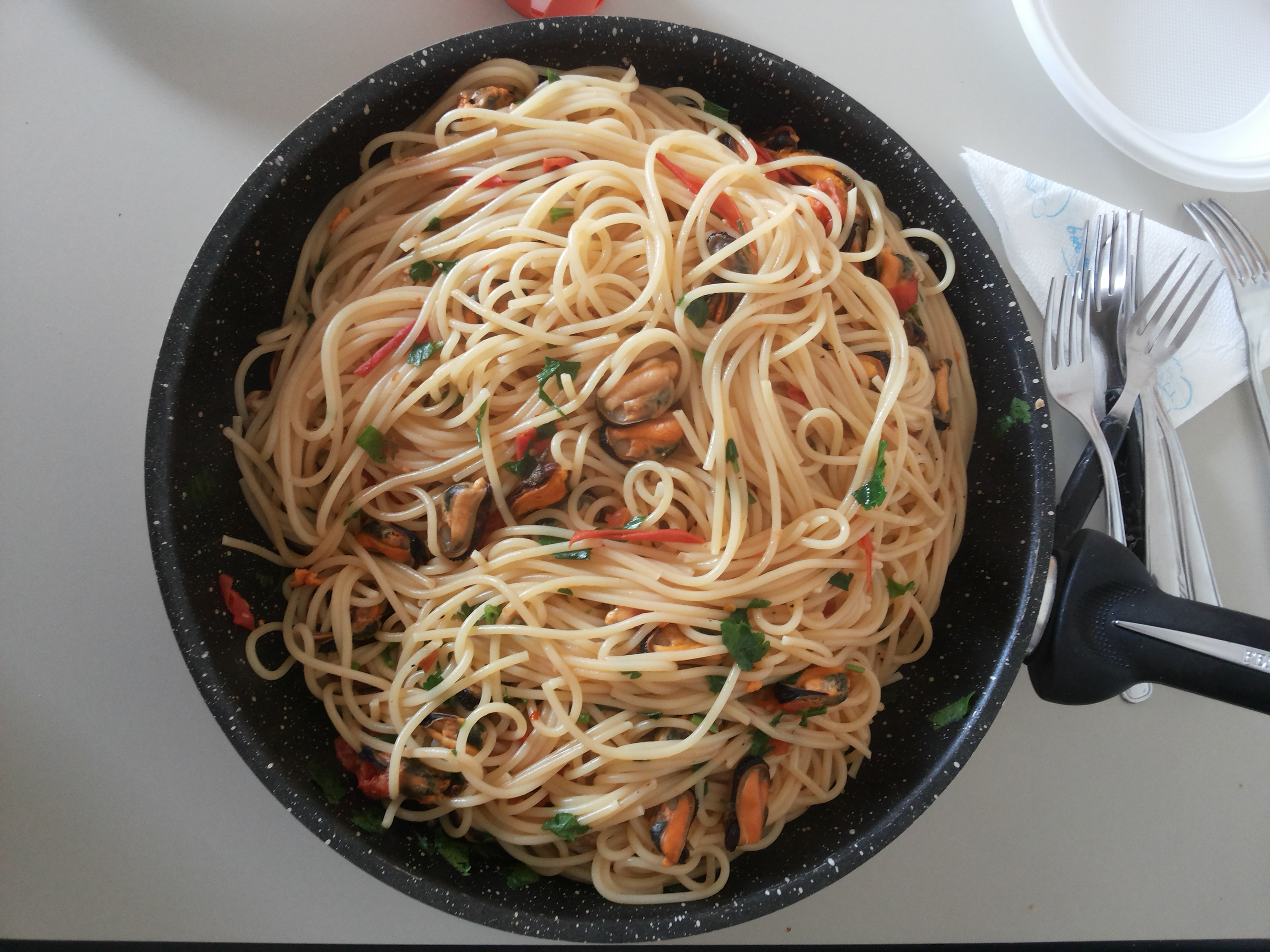
乾炒海鮮意粉
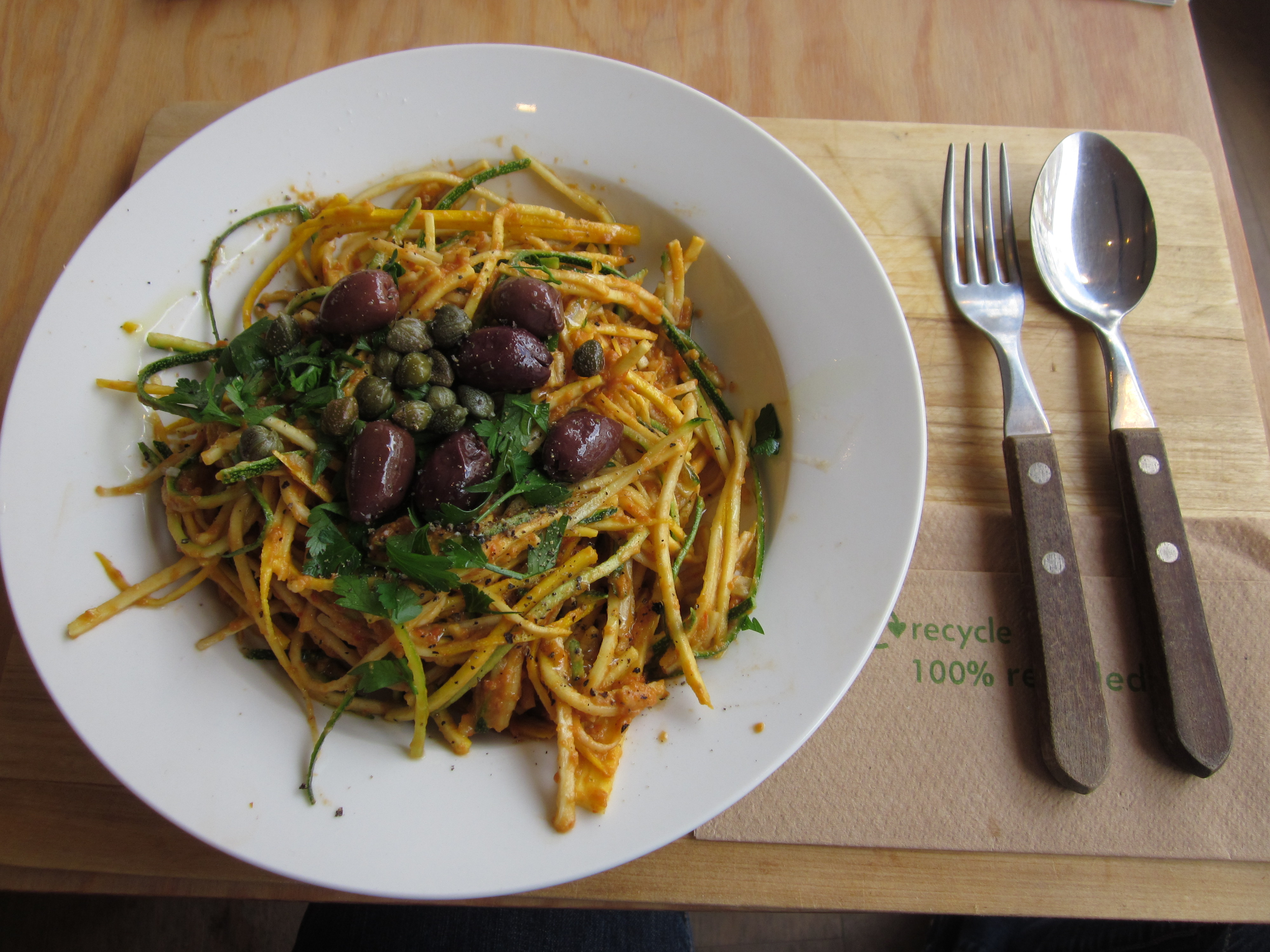
純素乾炒意粉
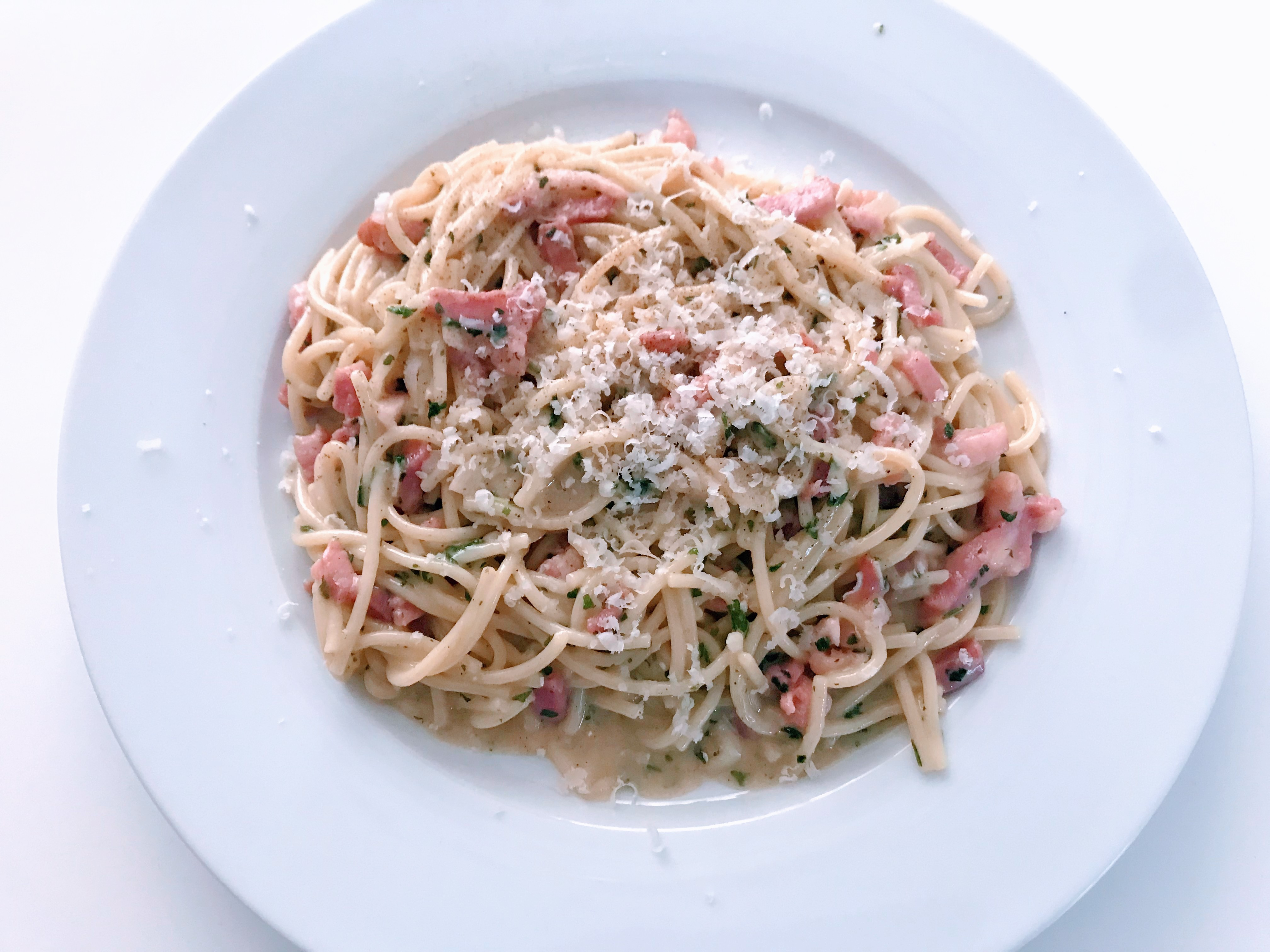
白汁奶油煙肉碎意大利粉
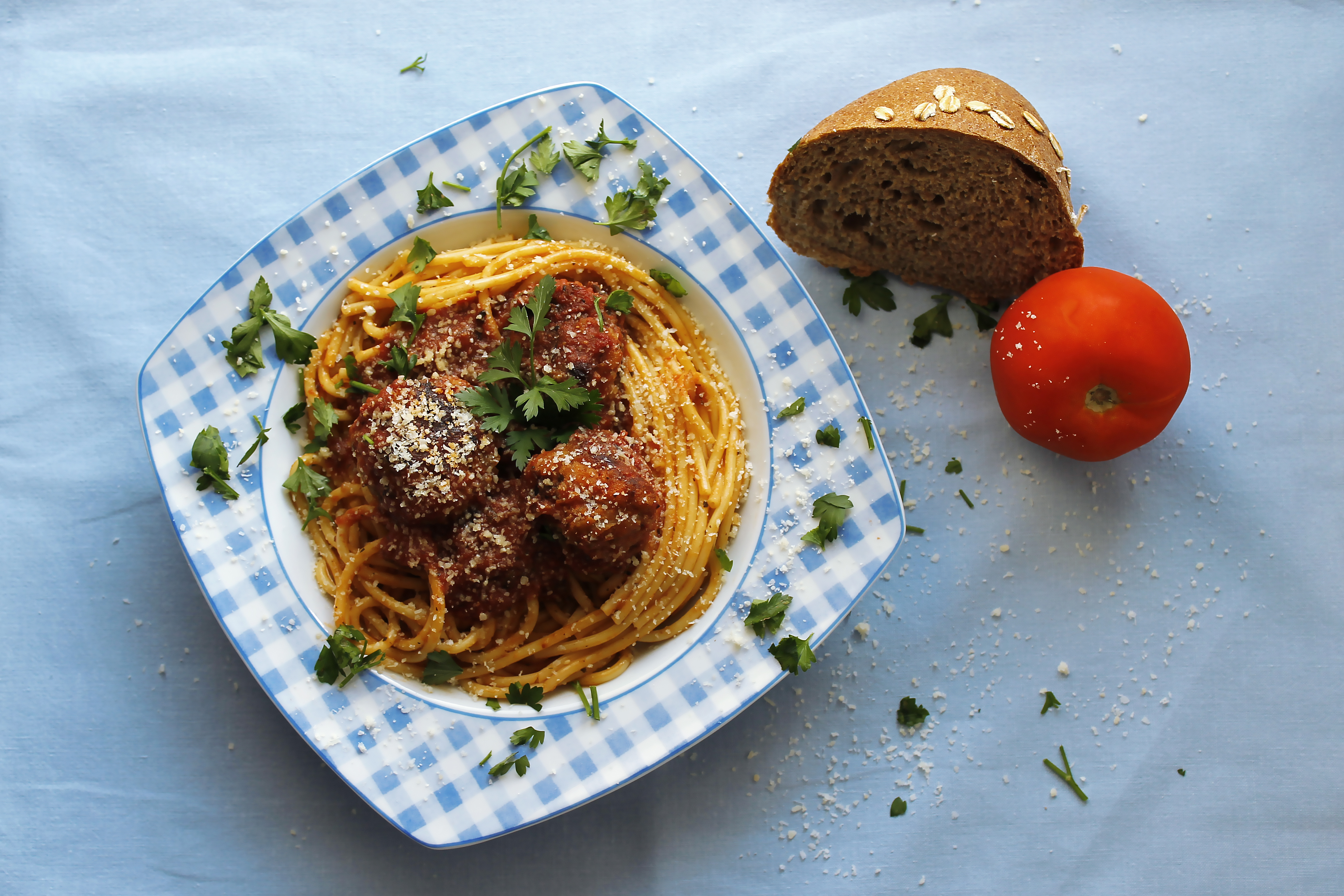
肉醬肉丸意粉
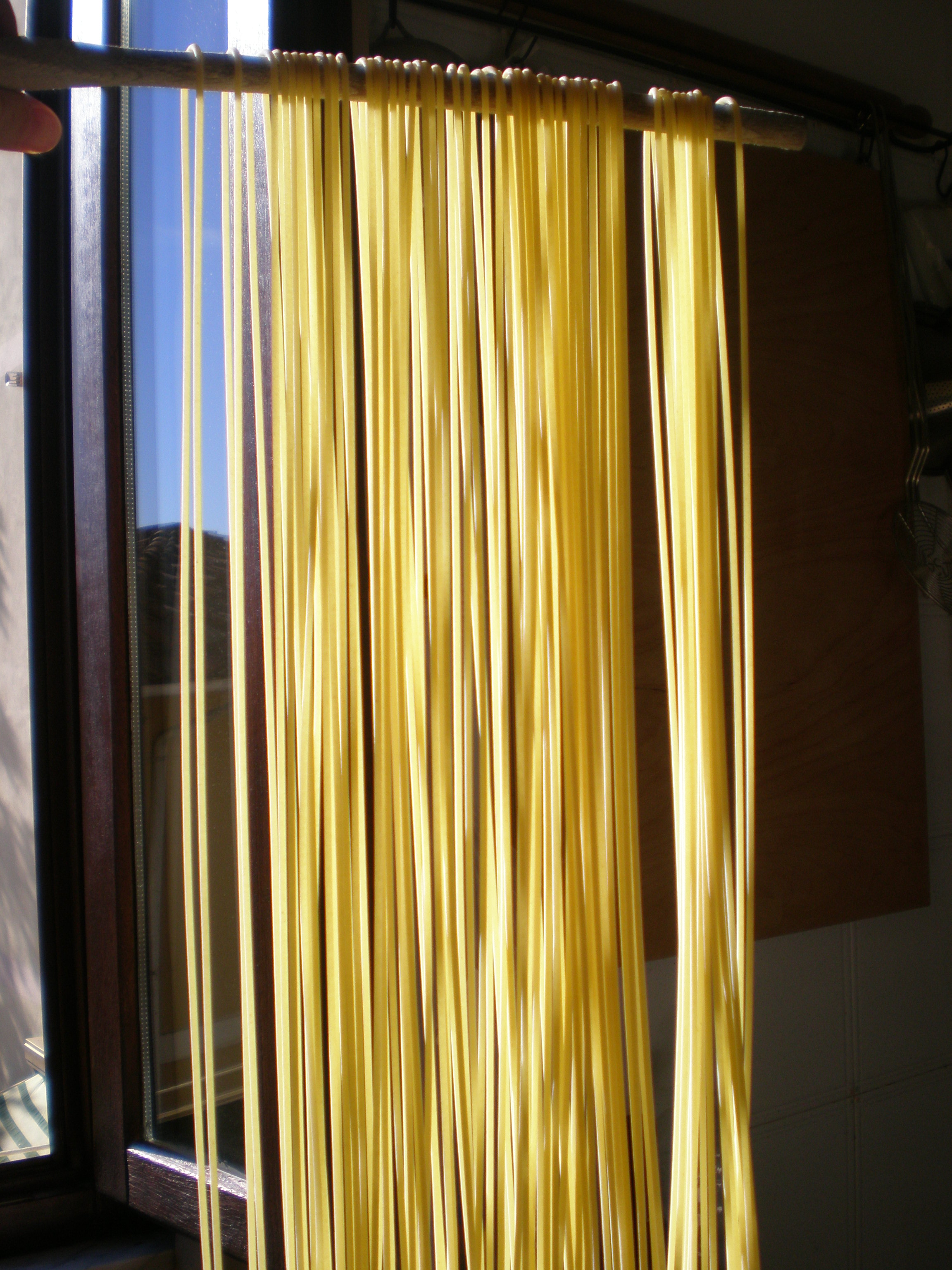
烹調中的意大利麵

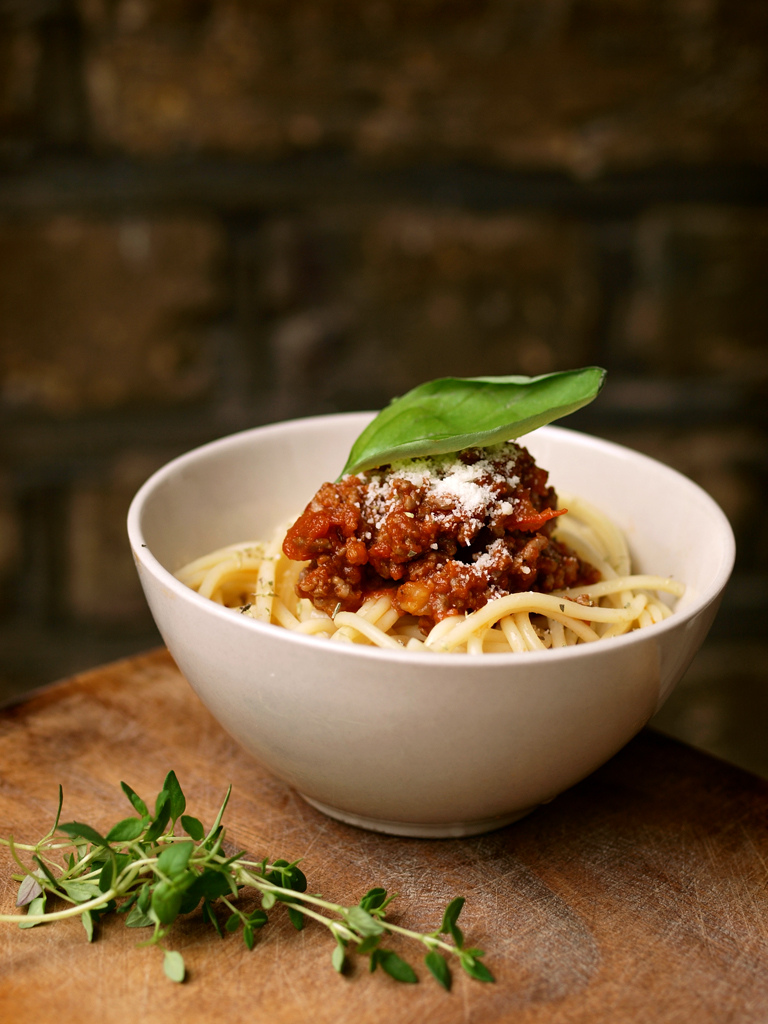
番茄肉酱面在意大利以外很常见，但在意大利并不常见

一般進食意大利面，是用餐叉，將麵撥到餐匙裡翹圈，使意大利直麵索緊餐叉進食。

### 国际美食
在菲律宾，一种流行的变种是菲律宾意大利面，特色是會在番茄醬裡加糖，或用香蕉番茄酱，味道特别甜，通常使用大量的碎肉（giniling）、切片热狗和奶酪。这道菜可以追溯到20世纪40年代到60年代之间，在菲律宾美国统治时期，二战期间番茄供应短缺，迫使人们开发香蕉番茄酱。意大利面是由美国人引进的，经过修改以适应当地菲律宾人对甜食的偏爱。
泰式炒宽粉（Sapaketti phat khi mao）是泰国菜中一道受欢迎的菜肴。
意大利面条是马来西亚柔佛州特产柔佛叻沙的主要组成部分。

## 消耗
到了1955年，意大利人每年意大利面条的消费量从二战前的人均14公斤（31磅）翻了一番，增加到28公斤（62磅）。到这一年，意大利生产了1,432,990吨意大利面条，其中74,000吨用于出口贸易，生产能力达到300万吨。

## 营养
面食提供碳水化合物，以及一些蛋白质、铁、膳食纤维、钾和 B 族维生素。用全麦谷物制作的面食比用脱胚面粉制作的面食提供更多的膳食纤维。

## 在流行文化中
结构不良的计算机源代码通常被描述为意大利面条式代码。
在女装中，支撑连衣裙或上衣的非常细的带子被称为“意大利面条细肩带”。
美国和其他国家的评论家使用“意大利式西部片”一词是因为欧洲制作的西部片大多是由意大利人制作和导演的。
1955 年上映的动画电影《小姐与流浪汉》中，主角们分享一盘意大利面条的场景——当他们吞下同一根意大利面条的两端时，意外的亲吻达到了高潮——被认为是美国电影史上的标志性场景。
1957 年愚人节那天，英国广播公司的电视节目《广角镜》播出了一档关于瑞士意大利面条丰收的恶作剧节目。